# KM2000
Il KM2000 (KampfMesser, in italiano coltello da combattimento) è un'arma da combattimento ravvicinato in dotazione ai soldati della Bundeswehr, le forze armate della Germania. È stato deliberato nel 2001 e impiegato dal 2003.

## Caratteristiche
Prodotto dall'azienda Eickhorn-Solingen Ltd. (NATO Stock Number 1095-12-355 6742) è costituito da due parti:
- una lama in acciaio, tagliata con il laser;
- un'impugnatura in poliammide, dotata di frangivetro nella parte terminale.

Il coltello è corredato da:
- cote in zaffiro per l'affilatura;
- fodero e cintura per il trasporto.

## Storia e tecnica
Nell'anno 2001 il Bundesamt für Wehrtechnik und Beschaffung (BWB) delibera di sostituire il Kampfmesser del 1968, usato come coltello da campo. La scelta cade sulla Firma Eickhorn-Solingen Ltd. La costruzione deve essere in due soli componenti come da capitolato NATO.

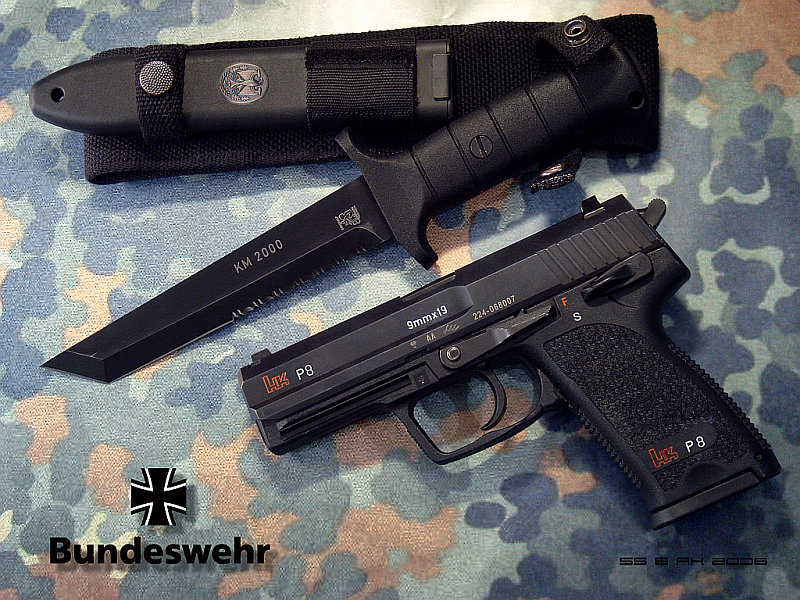
Un KM2000 e una H&K P8 su telo Flecktarn

La lama da 172 mm tipo Tantō è in acciaio inox 440A (Werkstoffnummer 1.4110) e ha uno spessore di ca. 5 mm e una parte ondulata nella metà interna. Dal 2008 esiste anche una versione con lama Spear-Point, la KM 3000. Dal numero di serie „A 0001“ la Eickhorn ha migliorato l'acciaio del KM 2000 continuamente. Al posto di acciaio 440A la nuova serie è fatta con acciaio Böhler N695 con durezza Rockwell 57, con miglior capacità di taglio.

L'impugnatura è simmetrica, così da permettere l'uso ambidestro. Il materiale è poliammide PA6 (GFK) e ha una sede appoggia pollice. Il pezzo di acciaio ha sulla parte finale dell'impugnatura un frangivetro. La possibilità di utilizzo come taglia-filo non è data. Il peso del coltello è di circa 320 grammi per una lunghezza totale di 305 mm.

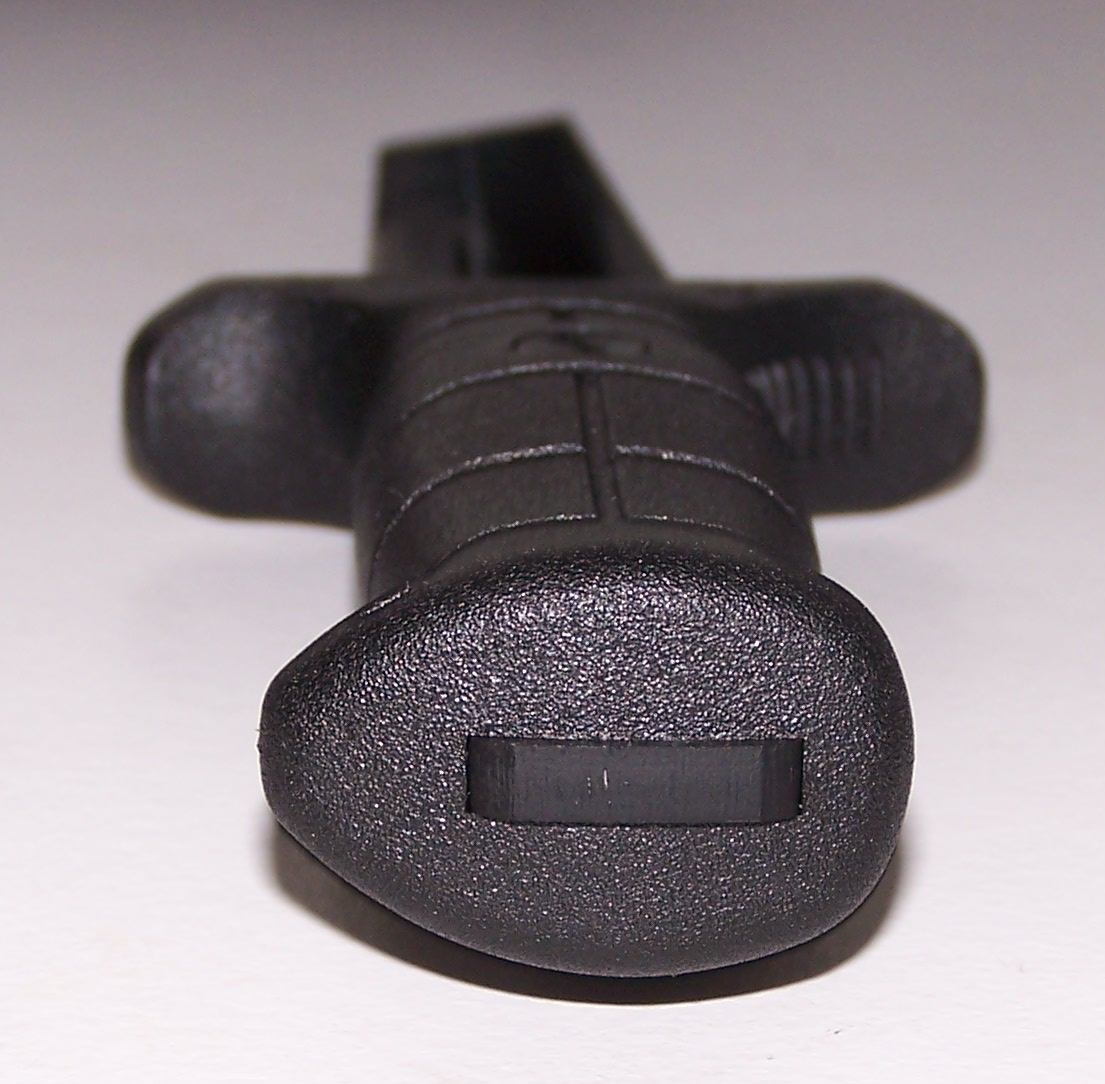
Il frangivetro posteriore

Il fodero-supporto è fatto di due parti, il fodero e l'elemento portante. Nel fodero la lama viene contenuta. Al suo interno il fodero ha un elemento elastico tale da permettere la protezione della lama del coltello durante la caduta. È fornito un elemento per affilare la lama. L'elemento portante che sostiene il fodero permette di attaccarsi a una cintura ed è in cordura. Il fodero e l'elemento portante si serrano tra loro con un bottone; assieme al coltello pesano 525 grammi.
Esiste una piccola preserie con impugnatura A.C.K..